# Форст, Юстин
Юстин Форст (нем. Justin Forst; род. 21 февраля 2003, Инсбрук) — австрийский футболист, нападающий клуба «Тироль».

## Клубная карьера
Форст — воспитанник клубов «Инсбрукер» и «АКА Тироль». В 2021 году игрок подписал контракт с «Тиролем». 17 октября в матче против «Хартберга» он дебютировал в австрийской Бундеслиге. 19 февраля 2022 года в поединке против «Рида» Юстин забил свой первый гол за «Тироль». 

## Международная карьера
В 2022 году Форст в составе юношеской сборной Австрии принял участие в юношеском чемпионате Европы в Словакии. На турнире он сыграл в матчах против команд Англии, Израиля и Словакии.